# 鶴岡淑子
鶴岡 淑子（つるおか よしこ）は日本の元女優。本名は山本典子。作家・三島由紀夫が製作、監督、演出した自身の原作を基にした映画『憂国』で、主人公・武山信二中尉の貞淑な新妻・麗子を演じたことで知られる。
映画撮影のため、麗子役の女優を探していた三島由紀夫と、藤井浩明の紹介により1965年（昭和40年）2月18日、ホテルニュージャパンで面会。相手役に抜擢された。三島は、「彼女のナイーヴな外見や態度に、求めてゐたものが得られたと感じた」とその印象を語っている。芸名は鶴岡八幡宮より採られた。三島曰く、鶴岡八幡宮の古風で典雅なイメージを含め、淑子という名で彼女の性格を象徴して、日本女性の美しさを強調したかったからだという。
三島と面会当時、彼女は三島のことは全く知らなかった。三島の職業がわからず、「あなた、もと大映にいたの？」と訊ねたという。帰宅した際、母親には、「今日はヤクザみたいな人と会ったわ。でもなんだか偉い人らしかったわ」と言ったという。